# Miscellanea Bryologica et Lichenologica
Miscellanea Bryologica et Lichenologica o Sentai chii zappo (abreviado Misc. Bryol. Lichenol.) fue una revista científica con ilustraciones y descripciones botánicas que fue publicada en Japón desde 1955 hasta 1983.